# Tamás Kürthy
Tamás Kürthy (* 6. März 1921 in München; † 20. Juli 1994 in Aachen, auch Thomas von Kürthy) war ein deutscher Erziehungswissenschaftler.

## Leben
Nach dem Abitur 1940 in Dresden und dem Studium der Chemie erlangte er 1947 das Chemikerdiplom an der TH Budapest. Nach sechsjähriger Inhaftierung als politischer Häftling wegen antikommunistischer Betätigung in Ungarn und dem anschließenden Studium der Soziologie, Pädagogik und Neueren Geschichte promovierte er 1964 zum Dr. phil. in Münster. Im Jahr 1971 wurde Kürthy als Akademischer Oberrat und 1975 als Studienprofessor an der RWTH Aachen übernommen. 1983 wurde er zum Professor für Sozialisationstheoretische Grundlagen der Erziehungswissenschaft an der RWTH Aachen ernannt, wo er als Blinder bis zum Eintritt in den Ruhestand im Jahr 1986 lehrte.
Kürthy ist der Vater der Schriftstellerin Ildikó von Kürthy.

## Schriften (Auswahl)
- Geschlechtsspezifische Sozialisation. Paderborn 1978, ISBN 3-506-99246-5; ISBN 3-506-99259-7.
- Dornröschens zweites Erwachen. Die Wirklichkeit in Mythen und Märchen. Hamburg 1985, ISBN 3-455-08245-9.
- Einzelkinder. Chancen und Gefahren im Vergleich mit Geschwisterkindern. München 1988, ISBN 3-7623-0137-9.